# Jules LeBlanc
Julianna Grace LeBlanc ( /ləˈblɒŋk/; Augusta, Georgia, 5 de diciembre de 2004), conocida artísticamente como Jules LeBlanc (antes Annie LeBlanc), es una actriz estadounidense.
En diciembre de 2018, Business Insider la llamó una de las «adolescentes más famosas del mundo». Ha aparecido en videos en línea desde que tenía cuatro años y tiene muchos seguidores en línea. Ella interpreta a Rhyme en el drama familiar Chicken Girls de Brat TV en YouTube, protagonizó el programa de YouTube de Brat A Girl Named Jo interpretando el papel de Jo Chambers, y también interpretó a Rhyme en Chicken Girls: The Movie. Del 2010 al 2019 ha protagonizado el vlog de la familia Bratayley y desde el 2016 al 2018 la serie We Are Savvy de YouTube Red Originals.

## Primeros años y personal
Jules LeBlanc nació de los padres Billy y Katie mientras su padre estuvo radicado en Fort Gordon, Georgia. Tiene dos hermanos, una hermana menor Hayley Noelle y un hermano mayor Caleb Logan (13 de julio de 2002 - 1 de octubre de 2015). En 2015, Caleb murió de una enfermedad cardíaca, una miocardiopatía hipertrófica, a la edad de 13 años. LeBlanc comenzó a tomar clases de gimnasia cuando tenía 2 años, y su familia comenzó a publicar videos de ella en línea cuando tenía tres años.[cita requerida] Se hizo famosa como uno de los tres hermanos que aparecen en el canal de YouTube familiar de vlogs Bratayley. Hasta agosto de 2017, se entrenó como gimnasta.[cita requerida] Se hizo popular en la aplicación musical.ly bajo el nombre @presshandstands7 pero luego lo cambió a @annieleblanc, obteniendo más de 13 millones de fanáticos.[cita requerida] Jules protagoniza la serie web «Brat Chicken Girls», «A Girl Named Jo», «We Are Savvy» y «Sunnyside Up».[cita requerida]
Los LeBlanc vivían anteriormente en Severna Park, Maryland, pero luego se mudaron a Los Ángeles, California para que Jules pudiera comenzar a actuar y hacer música.[cita requerida]

## Carrera
Originalmente, LeBlanc era conocida por sus videos de gimnasia. Sus encuentros y tutoriales de gimnasia comenzaron a publicarse en 2008 en su canal de YouTube, anteriormente conocido como Acroanna, cuando tenía 3 años.[cita requerida] En 2017, el nombre del canal se cambió a Annie Leblanc y ahora se llama Jules LeBlanc.[cita requerida]
LeBlanc es una de las estrellas de un vlog diario en el canal de YouTube «Bratayley» (más de 7,3 millones de suscriptores). El vlog, que inicialmente era solo para familiares y comenzó a filmarse cuando LeBlanc tenía seis años, sigue la vida de la familia LeBlanc. Las estrellas incluyen a los padres Billy y Katie con sus dos hijas Jules y Hayley. El nombre «Bratayley» fue inicialmente un apodo para Hayley, combinando la palabra «brat» (mocoso) y el nombre «Hayley».
LeBlanc había comenzado a recibir atención por su música en su identificador de TikTok @julesleblanc. En abril de 2018, ganó el premio Shorty a la «Muser del año».
Después, en 2017, que se especuló que LeBlanc estaba saliendo con la estrella de las redes sociales Hayden Summerall, y los fanáticos apodaron a la supuesta pareja como «Hannie», y además crearon una elaborada ficción de fanáticos con historias complejas sobre su relación en la escuela secundaria, y editaron miles de imágenes que aparecen. para mostrar los dos juntos. LeBlanc y Summerall colaboraron en una versión de YouTube de «Little Do You Know» (Poco sabes) de Alex & Sierra, que se volvió viral consiguiendo más de 63 millones de visualizaciones en YouTube, y más de 29 millones en Spotify. Después de que el fundador de los medios de Brat, Rob Fishman, se enteró del fenómeno «Hannie», eligió a LeBlanc y Summerall en un programa próximo, y su falsa relación quedó escrita en la historia.
La portada de LeBlanc y Summerall apareció en la posición 48 en la lista de artistas emergentes de Billboard. El 9 de septiembre de 2017, la versión de LeBlanc de la canción «Fly» (Volar) de Maddie & Tae alcanzó el puesto 34 en las listas de Billboard en canciones «Country». En noviembre de 2017, LeBlanc lanzó su primer sencillo original, «Ordinary Girl» (Chica ordinaria) En diciembre de 2017, la revista de fanáticos adolescentes Tiger Beat anunció que LeBlanc realizaría su primera gira por Estados Unidos a principios de 2018. En febrero de 2018, LeBlanc lanzó un sencillo, «Little Things» (Pequeñas cosas). A principios de mayo de 2018, LeBlanc lanzó un nuevo álbum recopilatorio de pop country en iTunes llamado «Lollipop» (Chupete), con el sello musical Heard Well. La colección seleccionada también incluye dos canciones de LeBlanc, «Somebody's Heart» (El corazón de alguien) y «Photograph» (Fotografía). Luego lanzó su nuevo sencillo «Picture This» (Imagínate esto) a principios de junio con la estrella de las redes sociales Austin Brown.[cita requerida] Un poco antes de diciembre de 2018 lanzó su sencillo «It's Gonna Snow» (Va a nevar) como un nuevo Cuento de Navidad.[cita requerida]
En agosto de 2017, YouTube dio aprobación a la serie de YouTube Red Originals, «We Are Savvy» (Nosotras somos inteligentes), como continuación de una serie de revistas para adolescentes del mismo nombre en el Family Channel de Canadá. LeBlanc fue presentada como coanfitriona de la serie, que debutó con más de 4,2 millones de visitas en su episodio piloto y se enfoca en elementos de música, moda y estilo de vida.
También en agosto de 2017, Brat lanzó la nueva serie de YouTube llamada «Chicken Girls». La serie presenta la relación de LeBlanc (Rhyme) y Summerall (TK), y se centra en la vida diaria de un grupo de amigos y bailarines en la escuela secundaria falsa, «Attaway High».
El episodio debut del programa recibió más de 10 millones de visitas en YouTube y, en mayo de 2018, la segunda temporada tuvo entre 2 millones y 4,5 millones de visitas por episodio. En febrero de 2018, Variety anunció que Lionsgate distribuiría un largometraje de «Chicken Girls: The Movie». También hay un acuerdo con Skyhorse Publishing para convertir el programa en una serie de libros. En septiembre de 2018, la tercera temporada de Chicken Girls se estrenó en el canal de YouTube de Brat.[cita requerida] La cuarta temporada se estrenó el 19 de marzo de 2019.
En mayo de 2018, Jules y su hermana Hayley participaron en una nueva serie en el canal de YouTube Brat. Ese mismo mes, se anunció que LeBlanc y Addison Riecke protagonizarían una serie de misterio para adolescentes de Brat llamada «A Girl Named Jo» que tiene lugar en 1963 en una pequeña ciudad. También en mayo de 2018, Leblanc apareció en el video musical de Asher Angel para «Chemistry», ya que los fans los apodaron como «Ashannie».
En diciembre del 2018, protagonizó el largometraje de Brat, Holiday Spectacular. Meses después, también protagonizó otro largometraje de Brat, Spring Breakaway.
En noviembre de 2019, Bratayley dejó de hacer vlogs familiares después de 9 años, para que la familia se concentrara en otros proyectos.
En febrero de 2020, LeBlanc fue elegida para un papel principal para una próxima serie de comedia de amigos de Nickelodeon, «Side Hustle» junto a Jayden Bartels. En respuesta a la pandemia de coronavirus 2019-20, Nickelodeon ofreció a LeBlanc y Bartels un programa de entrevistas producido virtualmente titulado «Group Chat», que se estrenó el 23 de mayo de 2020.

## Discografía

### Álbumes de compilación
- Lollipop - Etiqueta: Heard Well; Lanzamiento: mayo de 2018[19]

### Individual
| Año  | Título                                      | Posiciones máximas del gráfico | Posiciones máximas del gráfico | Posiciones máximas del gráfico |
| Año  | Título                                      | US Country                     | CA Digital                     | US Digital                     |
| ---- | ------------------------------------------- | ------------------------------ | ------------------------------ | ------------------------------ |
| 2017 | «Fly»                                       | 34                             | —                              | —                              |
| 2017 | «Little Do You Know» (con Hayden Summerall) | —                              | 38                             | 30                             |
| 2017 | «Birds of a Feather»                        | —                              | —                              | —                              |
| 2017 | «Photograph»                                | —                              | —                              | —                              |
| 2017 | «Ordinary Girl»                             | —                              | —                              | —                              |
| 2018 | «Little Things»                             | —                              | —                              | —                              |
| 2019 | «Over Getting Over You»                     | —                              | —                              | —                              |
| 2019 | «Two Sides»                                 | —                              | —                              | —                              |
| 2019 | «Play Nice»                                 | —                              | —                              | —                              |
| 2019 | «Who You Are (feat. Sky Katz)»              | —                              | —                              | —                              |
| 2019 | «Utopía»                                    | —                              | —                              | —                              |

## Filmografía
| Año       | Título                                   | Rol                     | Notas                                   |
| --------- | ---------------------------------------- | ----------------------- | --------------------------------------- |
| 2015      | Neon Arcade                              | Annie Bratayley         |                                         |
| 2016-2018 | We Are Savvy                             | Annie                   | Estrella invitada                       |
| 2017-2020 | Chicken Girls                            | Rhyme McAdams           | Elenco principal                        |
| 2018      | Mani                                     | Rhyme McAdams           | Episodio: «Cenicienta»                  |
| 2018      | Overnights                               | Rhyme McAdams           | Episodio: «Never Meant to Fall in Love» |
| 2018-2019 | A Girl Named Jo                          | Josephine «Jo» Chambers | Elenco principal                        |
| 2018      | Chicken Girls: The Movie                 | Rhyme McAdams           | Largometraje de Brat                    |
| 2018      | Brat Holiday Spectacular                 | Rhyme McAdams           | Largometraje de Brat                    |
| 2019      | Cousins for Life                         | Ella misma              | Episodio: «Those Medal-ling Kids»       |
| 2019      | Spring Breakaway                         | Rhyme McAdams           | Largometraje de Brat                    |
| 2019      | Annie VS Hayley !                        | Ella misma              | Series web de telerrealidad culinaria   |
| 2019      | Intern-in-Chief                          | Rhyme McAdams           | Largometraje de Brat                    |
| 2019      | Annie VS Hayley !                        | Ella misma              | Fashion Faceoff Challenge               |
| 2019      | Sunnyside Up                             | Narradora               |                                         |
| 2020-2022 | Side Hustle                              | Lex                     | Protagonista                            |
| 2020      | #KidsTogether: The Nickelodeon Town Hall | Ella misma              | Especial de televisión                  |
| 2020      | Group Chat                               | Ella misma              | Protagonista                            |
| 2020      | All That                                 | Estrella invitada       | Episodio 1131                           |

## Giras
- Left Me Hangin' Tour (2017)[39]

## Premios y nominaciones
| Año  | Premio                          | Categoría                       | Resultado | Ref(s)        |
| ---- | ------------------------------- | ------------------------------- | --------- | ------------- |
| 2017 | Premios Streamy                 | Kids and Family                 | Ganadora  | [ 40 ] [ 41 ] |
| 2018 | Premios Shorty                  | Muser of the Year               | Ganadora  | [ 8 ]         |
| 2018 | Premios Streamy                 | Acting in a Drama               | Nominada  |               |
| 2019 | Teen Choice Awards              | Choice Music Web Star           | Ganadora  | [ 42 ]        |
| 2020 | Nickelodeon Kids' Choice Awards | Favorite Female Social Web Star | Ganadora  | [ 43 ]        |